# Guácimo
Guácimo är en ort i Costa Rica.   Den ligger i kantonen Cantón de Guácimo och provinsen Limón, i den centrala delen av landet, 50 km nordost om huvudstaden San José. Guácimo ligger 103 meter över havet och antalet invånare är 7 022.
Terrängen runt Guácimo är platt åt nordost, men åt sydväst är den kuperad. Runt Guácimo är det ganska tätbefolkat, med 78 invånare per kvadratkilometer. Närmaste större samhälle är Guápiles, 10,6 km väster om Guácimo. I omgivningarna runt Guácimo växer i huvudsak städsegrön lövskog.